# Marklkofen
Marklkofen – miejscowość i gmina w Niemczech, w kraju związkowym Bawaria, w rejencji Dolna Bawaria, w regionie Landshut, w powiecie Dingolfing-Landau. Leży około 10 km na południowy wschód od Dingolfing, przy linii kolejowej Marklkofen – Mühldorf am Inn.

## Dzielnice
W skład gminy wchodzą następujące dzielnice: Marklkofen, Poxau, Steinberg, Straßwimm, Frauenbiburg.

## Demografia
| Rok  | Liczba mieszk. |
| ---- | -------------- |
| 1970 | 2 945          |
| 1987 | 3 358          |
| 2000 | 3 732          |
| 2005 | 3 703          |
| 2008 | 3 634          |

### Struktura wiekowa
Dane o ludności z 31 grudnia 2008:
| Opis                                | Ogółem | Ogółem | Kobiety | Kobiety | Mężczyźni | Mężczyźni |
| ----------------------------------- | ------ | ------ | ------- | ------- | --------- | --------- |
| Jednostka                           | osób   | %      | osób    | %       | osób      | %         |
| Populacja                           | 3634   | 100    | 1802    | 49,59   | 1832      | 50,41     |
| Wiek przedprodukcyjny (0–17 lat)    | 651    | 17,91  | 292     | 8,04    | 359       | 9,88      |
| Wiek produkcyjny (18–65 lat)        | 2325   | 63,98  | 1145    | 31,51   | 1180      | 32,47     |
| Wiek poprodukcyjny (powyżej 65 lat) | 658    | 18,11  | 365     | 10,04   | 293       | 8,06      |

## Polityka
Wójtem jest Martin Geltinger z CSU, rada gminy składa się z 16 osób.
|      | CSU | SPD | CWG | Razem |
| 2008 | 9   | 4   | 3   | 16    |
| 2002 | 10  | 3   | 3   | 16    |

## Współpraca
Miejscowość partnerska:
- Gmina Śniadowo, Polska

## Oświata
W gminie znajdują się dwa przedszkola oraz szkoła podstawowa (20 nauczycieli, 368 uczniów).